# Frank Stippler
Frank Stippler, född 9 april 1975 i Köln, är en tysk racerförare.